# Batalla de Casupo
La Batalla de Casupo fue una batalla ocurrida el 12 de agosto de 1849 en el sitio de Casupo, Cojedes; entre las fuerzas revolucionarias de José Antonio Páez y las fuerzas que defendían el gobierno de José Tadeo Monagas.

## Acontecimientos
José Antonio Páez había invadido el 2 de julio de ese año desde La Vela de Coro con el fin de continuar la guerra contra el gobierno de Monagas y había penetrado al interior del país llegando a Cojedes. En el combate en la villa de Casupo las fuerzas liberales de José Laurencio Silva y Ezequiel Zamora derrotaron a la retaguardia de Páez. A su vez Julián Castro Contreras lo ataca por el Río Tigre. Al día siguiente Páez capituló ante el general José Laurencio Silva.
José Antonio Páez había decidido capitular debido a la insuficiencia de armas y raciones que posei su ejército y por  no haber encontrado en los pueblos por donde pasó la colaboración que se le había ofrecido. Páez es trasladado con grilletes en los pies a Caracas, donde le gritan "Abajo el Rey de Los Araguatos".